# 倫巴第 (密西西比州)
倫巴第（英語：Lombardy）是位於美國密西西比州森弗勞爾縣的非建制地區。

## 歷史
倫巴第的郵局於1909年設立，其後於1941年停運。

## 地理
倫巴第所處的海拔為高於海平面43米（即141英呎），而該地所採用的時區為UTC-6，即北美中部時區（CST）。同時該地設有夏令時間，為UTC-6調快一小時，即UTC-5（CDT）。